# 松本流通業務団地
松本流通業務団地（まつもとりゅうつうぎょうむだんち）は、長野県松本市笹賀にある流通業務団地（都市施設）。1989年に現在地に移転して来た松本市公設地方卸売市場を核に、倉庫などの民間企業の流通拠点がある。物通の中心であるため、スーパーセンター等の商業施設もある。
南北に細長く、中央を通る道路を軸に形成されている。これを貫くように松本環状高家線が東西に通っている。

## 松本市公設地方卸売市場
松本市公設地方卸売市場条例に基づいて設置される地方卸売市場。松本市市場にあった旧市場が、市街化や取扱量の増加により手狭となったため、長野県第4次卸売市場整備計画によって現在地へ移った。総工費約100億円。敷地面積120,187m2。青果、鮮魚、肉類、花類を取り扱う。中信地方、南信地方の流通拠点となっている。

### 取扱
- 令和元年度の取扱高と金額
  - 青果部 - 7万3000トン、176億9800万円
  - 水産物部 - 3万6000トン、149億7300万円
  - 花き部 - 8000千本鉢、8億4000万円

### 入場卸売会社
- 株式会社R&Cながの青果松本支社（青果）
- 株式会社丸水長野県水（水産）
- 株式会社マルイチ産商松本支社（水産）
- 株式会社松本花市場（花き）

### 歴史
- 1971年（昭和44年） - 旧市場開設。
- 1987年（昭和62年）12月 - 起工。
- 1989年（平成1年）9月 - 竣工。
- 1989年（平成1年）10月 - 取引開始。

## 松本流通業務団地
建設・流通・卸・小売業などの企業が立地している。

## 交通機関
- 塩尻北インターチェンジから車で5分。
- JR平田駅から徒歩10分。